# Грозо

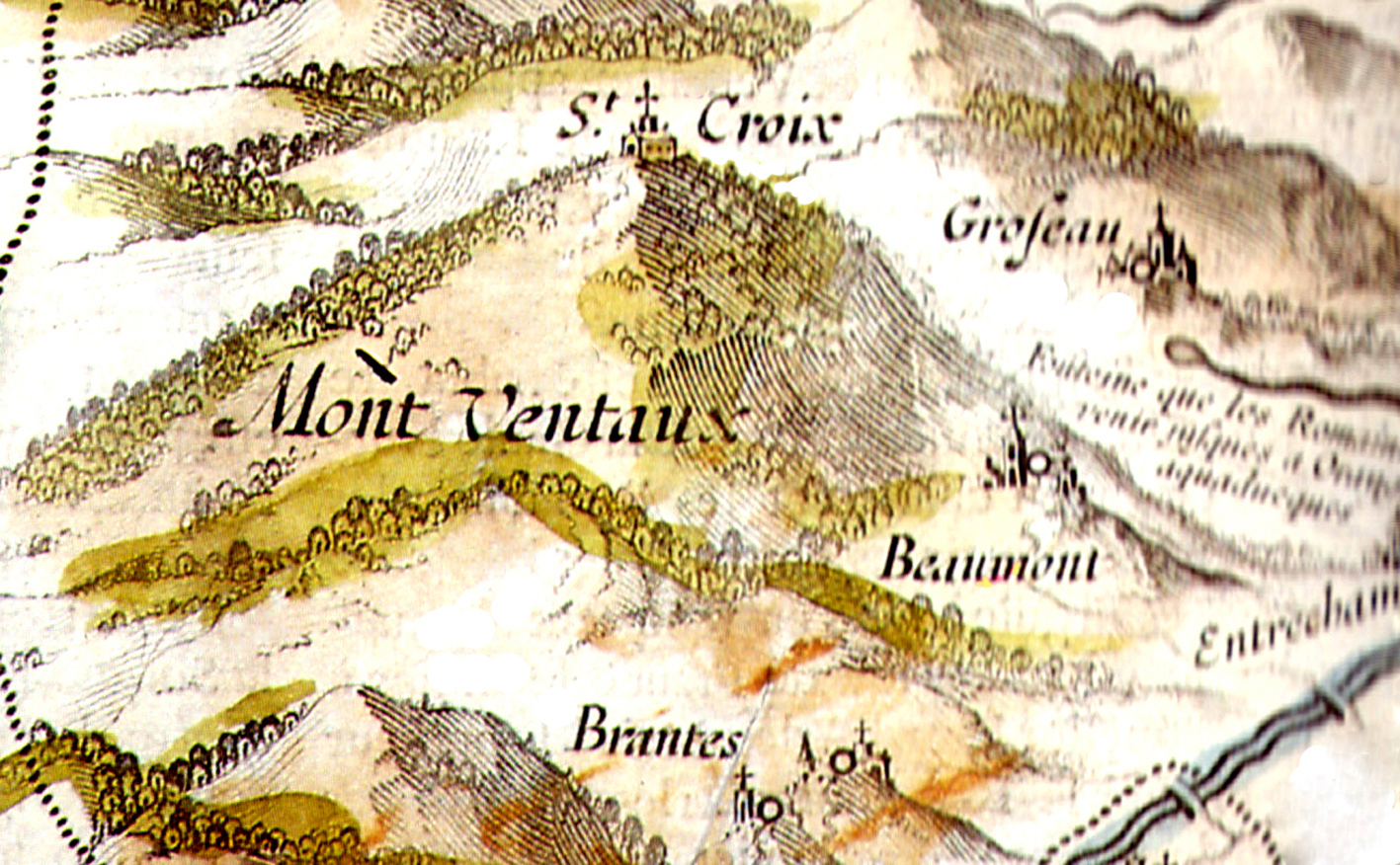
Источник Грозо и окрестности Мон-Ванту на карте 1627 года.

Грозо́ (фр. Le Groseau) — карстовый источник и река в Провансе на юге Франции в департаменте Воклюз, приток Увеза.

## География

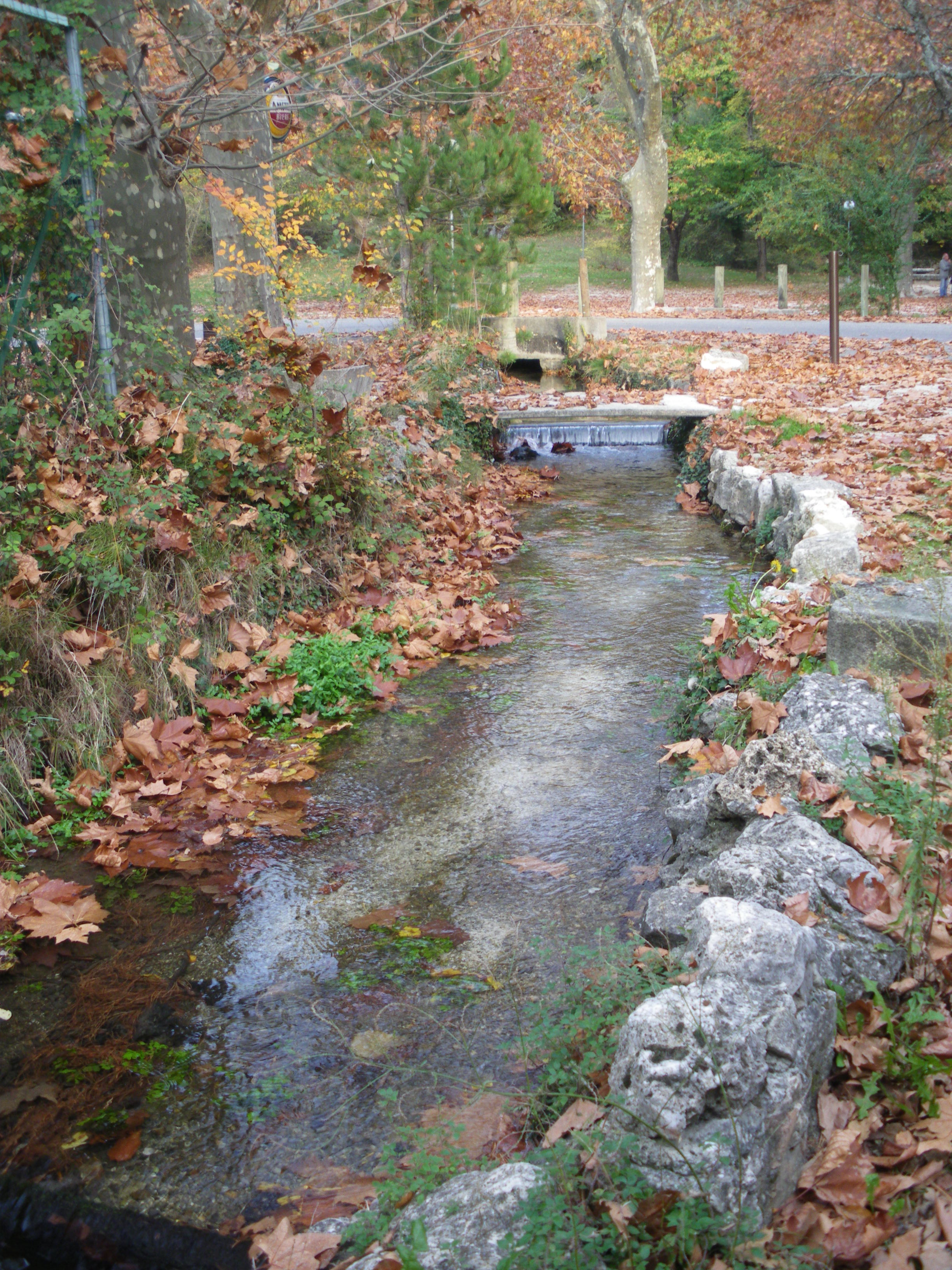
Грозо в Малосене.

### Источник
Грозо является карстовым источником, т. н. «воклюзом», вторым по водотоку после собственно Воклюзского источника (в Фонтен-де-Воклюз) в одноимённом департаменте. Источник расположен у подножия гор Воклюза близ коммуны Малосен по дороге на Мон-Ванту. Бьёт из-под известняковой скалы высотой более 100 м у крупного разлома горного массива, ориентированного с северо-востока на юго-запад. Источник Грозо в отличие от Воклюзского источника недоступен для погружения, что ограничивает исследование его гидрологии. Дебит воды составляет 50—170 л/с.

### Река
Источник дал название и реке, вытекающей из него. Река огибает Мон-Ванту и течёт на запад, пересекает Малосен, поворачивает на север, после чего пересекает коммуны Антрешо и Кресте и впадает в Увез. Вбирает воды Сюблона, Рьёфруа и нескольких ручьёв. Русло Грозо на протяжении последнего километра до впадения в Увез было повёрнуто и спрятано в трубу для облегчения его использования в оросительной системе.
Протяжённость реки — 9,5 км. Площадь водосборного бассейна — 549 км².

## История

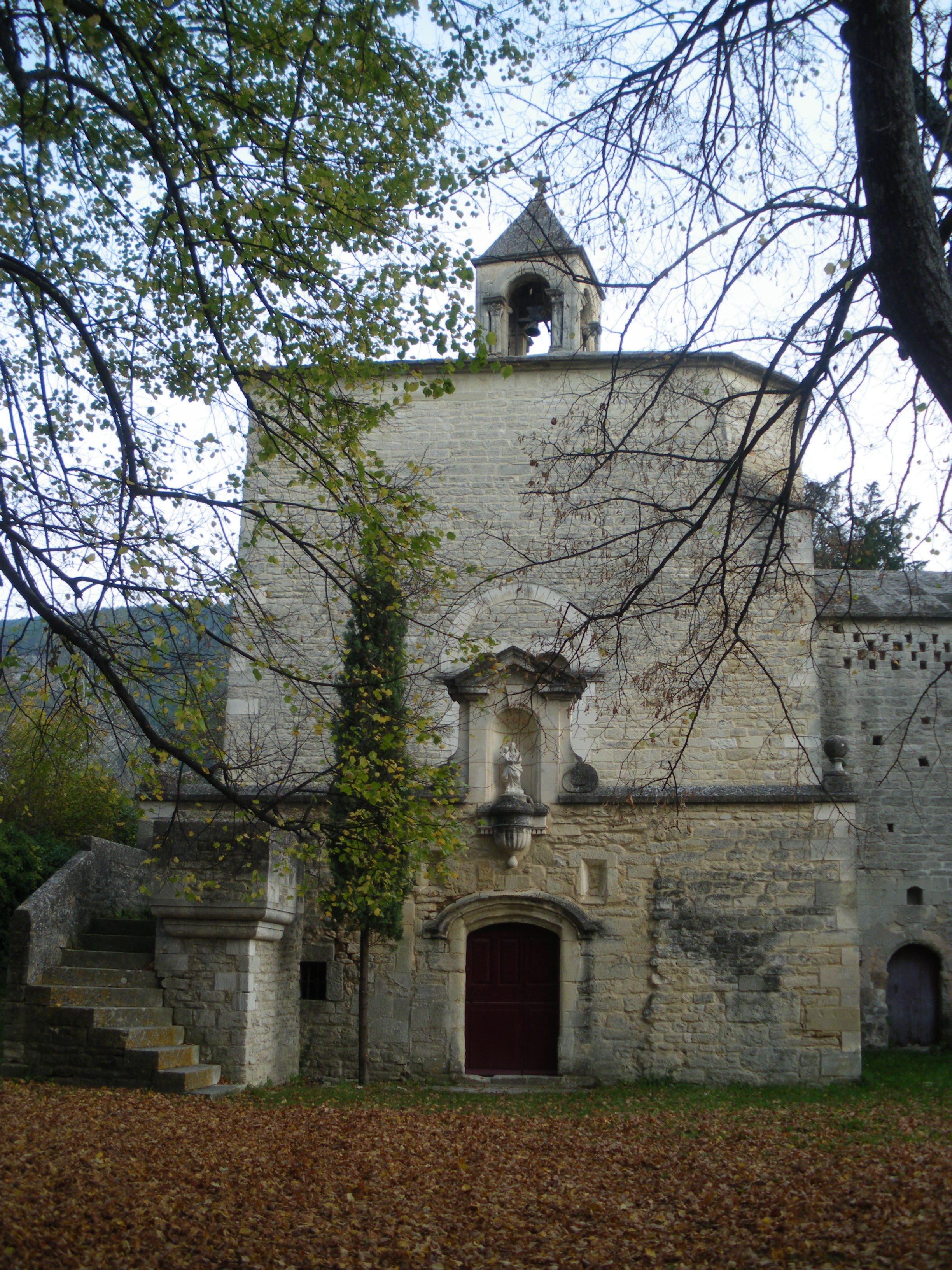
Часовня Нотр-Дам-дю-Грозо в Малосене, сохранившаяся от бывшего монастыря (XII век).

- В античности источник почитался и обеспечивал водой галло-романское поселение Вазио. Для этого существовал акведук.
- В средние века папа Климент V часто отдыхал в аббатстве Нотр-Дам-дю-Грозо, расположенном вниз по течению, называя это место отдыха «Сад моей радости».
- 26 апреля 1336 года через Малосен и Грозо совершили восхождение на Мон-Ванту Франческо Петрарка и его брат Жерар.
- В XV веке на реке были сооружены валяльная, мукомольная и маслобойная мельницы, а также для производства шёлка, кожи и т. п. С XVI века река была канализована, что обеспечило развитие новых заводов, включая канцелярские (в 1557 году).
- Во время промышленной революции XIX века Малосен превратился в промышленный город, где десятки заводов и фабрик использовали водную энергию рек, было построено три мельницы для производства шёлка. С 1890 года Грозо стал обеспечивать коммуну электроэнергией.
- Со второй половины XX века местное производство практически прекратило своё существование, за исключением предприятия канцелярских принадлежностей.

## Этимология
Название источника Грозо (так же как соседней коммуны Греу-ле-Бен) происходит от кельтского бога Гразелиса (фр. Grasélos) и водных нимф Гразелид (фр. Grasélides).

## Притоки
- Сюблон
- Рьёфруа
- ручей Пабан
- ручей де ла Фоли